# IPad Air (M2)
iPad Air（M2） （アイパッド エア エムツー）は、Appleが開発、販売するタブレット型コンピュータであり、iPad Airシリーズとしては第6世代にあたる機種である。2024年5月7日にAppleイベントにて同年5月15日に発売された。

## 概要
新たに13インチモデルがラインナップに加わり、11インチモデルと合わせてiPad Airシリーズとしては初めての2モデル展開となった。11インチモデルの本体サイズや画面解像度は、第5世代までの10.9インチモデルと変わらない。
SoCにはApple M2を搭載し、M1と比較して15%速い8コアのCPU、25%速い9コアのGPU、50%広いメモリ帯域幅、40%高速化した16コアのNeural Engineを備える。
2025年4月1日リリースのiPadOS 18.4から生成AIプラットフォームのApple Intelligenceベータ版で日本語も含めた多言語に対応している。
前世代では64GBと256GBからしか選べなかったストレージ容量は、128GB、256GB、512GB、1TBの4種類に拡充され、最小、最大容量ともに引き上げられた。Apple Pencil（USB-C）および、本機と同時に発表されたApple Pencil Proに対応する一方、フロントカメラの位置が長辺に変更されたこともあり、Apple Pencil（第2世代）との互換性はなくなった。本体の仕上げはスペースグレイ、スターライト、パープル、ブルーの4色展開である。
Wi-Fi + Cellularモデルは物理SIMスロットが廃止されたため、eSIMのみの対応となる。 

## iPadモデルの変遷
（横スクロールできる画像です）